# Diguetidae
Famille
Les Diguetidae sont une famille d'araignées aranéomorphes.

## Distribution

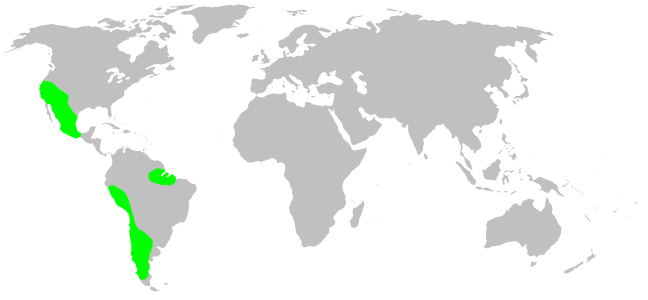
Distribution

Les espèces de cette famille se rencontrent dans le Sud de l'Amérique du Nord et en Amérique du Sud.

## Description
Ce sont des araignées à six yeux, qui tissent des toiles enchevêtrées. Dans ces dernières, elles se réservent pour vivre et pondre une loge centrale, en forme de cône.
Les toiles de Diguetia canities sont souvent établies dans les zones semi-arides sur des massifs d'Opuntia,,. 
L'anatomie interne, étudiée par Lopez chez Diguetia canities, présente des particularités concernant essentiellement le rostre, la glande rostrale double,  les glandes venimeuses, qui sont très développées et un organe "supra-anal" d'aspect particulier.

## Paléontologie
Cette famille n'est pas connue à l'état fossile.

## Liste des genres
Selon World Spider Catalog (version 24, 09/03/2023) :
- Diguetia Simon, 1895
- Segestrioides Keyserling, 1883

## Systématique et taxinomie
Cette famille a été décrite par F. O. Pickard-Cambridge en 1899 comme une sous-famille des Scytodidae. Elle est élevée au rang de famille par Gertsch en 1949.
Cette famille rassemble seize espèces dans deux genres.
Elle pourrait être rapprochée des Plectreuridae selon les caractères de l'anatomie interne d'après Lopez en 1984 et Wunderlich en 2004 ou entre les Dysderoidea et les Scytodoidea d'après Gertsch en 1958.

## Publication originale
- F. O. Pickard-Cambridge, 1899 : « Arachnida - Araneida and Opiliones. » Biologia Centrali-Americana, Zoology, vol. 2, p. 41-88 (texte intégral).